# Palindiona perlata
Palindiona perlata är en fjärilsart som beskrevs av Achille Guenée 1852. Palindiona perlata ingår i släktet Palindiona och familjen nattflyn. Inga underarter finns listade i Catalogue of Life.